# Squalidae
Famille
Les Squalidae constituent une famille de requins de l'ordre des Squaliformes, qui contient deux genres de requins de taille modeste.

## liste des genres
Selon FishBase (10 mars 2016) :
- genre Cirrhigaleus Tanaka, 1912
  - Cirrhigaleus asper
  - Cirrhigaleus australis White, Last & Stevens, 2007
  - Cirrhigaleus barbifer Tanaka, 1912
- genre Squalus Linnaeus, 1758
  - Squalus acanthias Linnaeus, 1758 - aiguillat commun, requin épineux.
  - Squalus albifrons Last, White & Stevens, 2007
  - Squalus altipinnis Last, White & Stevens, 2007
  - Squalus blainville
  - Squalus brevirostris Tanaka, 1917
  - Squalus bucephalus Last, Séret & Pogonoski, 2007
  - Squalus chloroculus Last, White & Motomura, 2007
  - Squalus crassispinus Last, Edmunds & Yearsley, 2007
  - Squalus cubensis Howell Rivero, 1936
  - Squalus edmundsi White, Last & Stevens, 2007
  - Squalus formosus White & Iglésias, 2011
  - Squalus grahami White, Last & Stevens, 2007
  - Squalus griffini Phillipps, 1931
  - Squalus hemipinnis White, Last & Yearsley, 2007
  - Squalus japonicus Ishikawa, 1908
  - Squalus lalannei Baranes, 2003
  - Squalus megalops
  - Squalus melanurus Fourmanoir & Rivaton, 1979
  - Squalus mitsukurii Jordan & Snyder, 1903
  - Squalus montalbani Whitley, 1931
  - Squalus nasutus Last, Marshall & White, 2007
  - Squalus notocaudatus Last, White & Stevens, 2007
  - Squalus rancureli Fourmanoir & Rivaton, 1979
  - Squalus raoulensis Duffy & Last, 2007
  - Squalus suckleyi

## Galerie

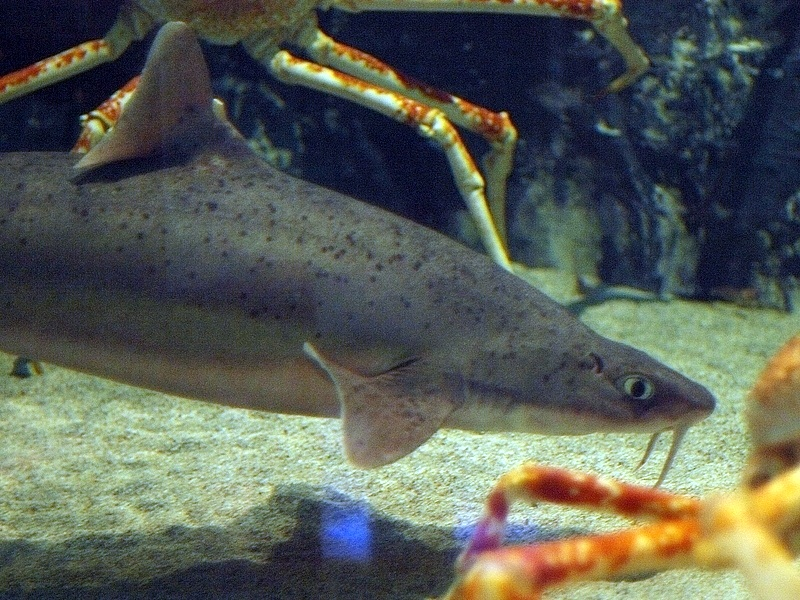
Cirrhigaleus barbifer
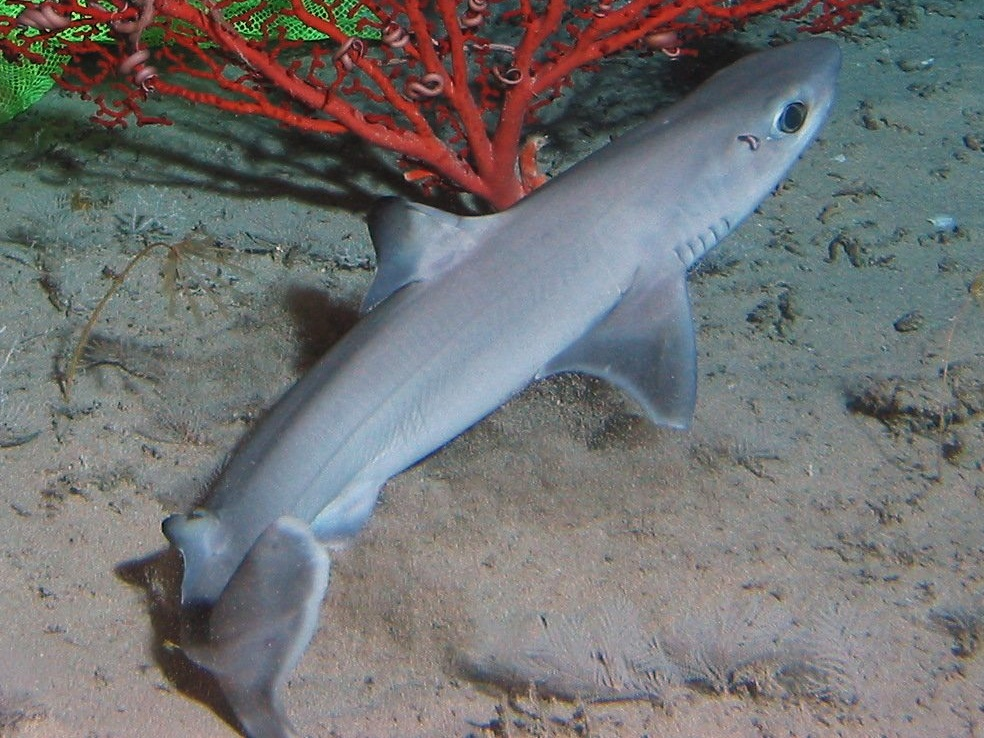
Squalus cubensis